# Alto Paraná (film)
Pour les articles homonymes, voir Alto Paraná.
Pour plus de détails, voir Fiche technique et Distribution.
Alto Paraná est un film argentin réalisé par Catrano Catrani selon son propre scénario basé sur les nouvelles Los casos de don Frutos Gómez, de Velmiro Ayala Gauna, adapté par José María Fernández Unsain, sorti le 18 septembre 1958. Il met en vedette Ubaldo Martínez, Nelly Duggan, Jorge Hilton et María Aurelia Bisutti.
Le futur directeur de la photographie est Aníbal Di Salvo en tant qu'opérateur. Le film a eu une suite intitulée Don Frutos Gómez, réalisée par Rubén W. Cavallotti en 1961.

## Synopsis
Un shérif maintient l'ordre dans toute la région, en utilisant, dans la pratique du maintien de l’ordre une méthode ambitieuse et inédite, mais nécessaire pour garantir la liberté et protéger ses concitoyens.

## Fiche technique
- Titre : Alto Paraná
- Directeur : Catrano Catrani
- Scénario : Catrano Catrani et José María Fernández Unsáin d'après le recueil de nouvelles Los casos de don Frutos Gómez de Velmiro Ayala Gauna
- Musique : Herminio Giménez
- Photographie : Américo Hoss
- Montage : José Cardella
- Production : Catrano Catrani, assisté de Enrique Duben
- Société de production : Producciones Catrano Catrani
- Pays :  Argentine
- Genre : Comédie
- Durée : 101 minutes
- Dates de sortie : 
  -  Argentine : 18 septembre 1958

## Distribution
- Ubaldo Martínez : Don Frutos Gómez
- Nelly Duggan : Isabelle
- Jorge Hilton : Luis
- María Aurelia Bisutti : Petronila
- Ariel Absalón : Padre Pajarito
- Carlos Gómez : Cabo Leiva
- Iris Portillo : Micaela Almada
- Andrés Laszlo : William
- Ramona Galarza
- Dora Norby
- Dardo Mieres
- Francisco López
- G. San Martín
- Mercedes Vallejos
- Andrés Sosa Bony
- Pablo Sapolsky
- Maya Bruceras
- Elsa Barbosa
- Yolanda Barrionuevo
- Juan G. Ferragut
- Elsi Noguera

## Production
Le film a été tourné en couleur à Paso de la Patria, Province de Corrientes.